# George Washington (U-Boot)
Die USS George Washington (SSBN-598/SSN-598) war das erste U-Boot mit ballistischen Raketen (SSBN) der United States Navy und weltweit das erste Raketen-U-Boot mit Nuklearantrieb. Sie war das Typschiff der George-Washington-Klasse von Raketen-U-Booten.

## Geschichte

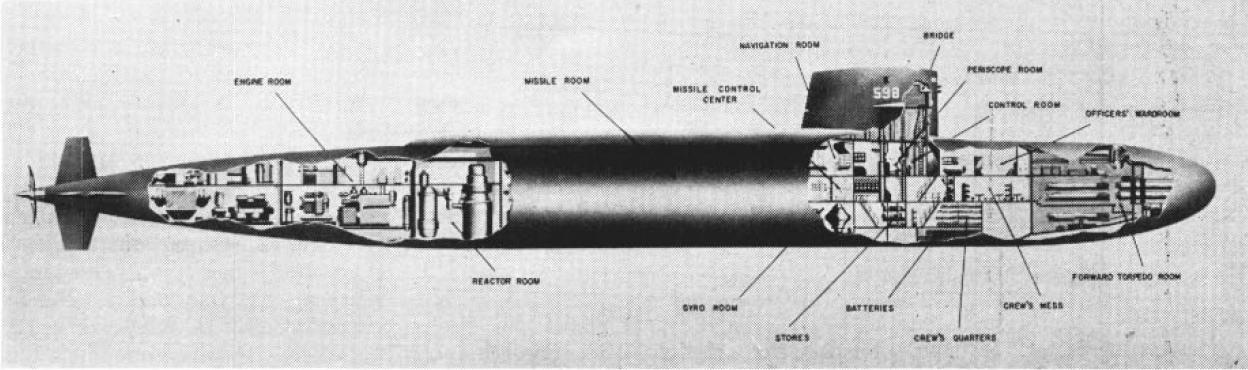
Schnittbild durch die George Washington

### Planung und Bau
Die George Washington wurde Ende 1957 bei Electric Boat bestellt und auf der Werft in Groton, Connecticut auf Kiel gelegt. Der Stapellauf erfolgte 1959. Das Boot wurde von Mrs. Robert B. Anderson nach George Washington getauft. Am 30. Dezember 1959 wurde die George Washington bei der US Navy in Dienst gestellt.
Ursprünglich sollte der Rumpf kein Raketen-, sondern ein Jagd-U-Boot werden. Erst während des Baus wurde die 130 Fuß (ca. 40 Meter) lange Raketensektion in den Rumpf integriert. Aus diesem Grund hatte diese Sektion auch eine größere Tauchtiefenfreigabe als der Rest des Bootes. Vor der Reklassifizierung zum SSBN sollte das Boot den Namen und die Rumpfnummer der später gesunkenen Scorpion erhalten.

### Fahrten
Am 28. Juni 1960 verließ die George Washington ihre Heimatbasis, die Naval Submarine Base New London in Groton, und fuhr zur Cape Canaveral Air Force Station, wo sie zwei U-Boot-gestützte ballistische Raketen (SLBM) vom Typ UGM-27 Polaris an Bord nahm. Mit diesen fuhr sie in die Atlantic Missile Test Range. Am 20. Juli verschoss sie dort die beiden Raketen erfolgreich in ein Raketentestgebiet ca. 2220 km entfernt. Nach dem ersten Abschuss sendete das U-Boot eine Nachricht an den damaligen US-Präsidenten Dwight D. Eisenhower. Diese lautete: GEORGE WASHINGTON SENDS POLARIS FROM OUT OF THE DEEP TO TARGET. PERFECT. (dt.: George Washington schickt Polaris aus der Tiefe zum Ziel. Perfekt.). Zwei Stunden später folgte der zweite Abschuss. Nach einem Wechsel auf die zweite Besatzung erfolgten zehn Tage später zwei weitere Testabschüsse.
Am 28. Oktober 1960 erhielt die Washington in der Naval Weapons Station in Charleston, South Carolina, ihre 16 scharfen SLBM, mit denen sie auf Patrouille ging. Diese dauerte 66 Tage und endete am 21. Januar 1961. Die zweite Crew ging an Bord und begann am 14. Februar ihre erste Patrouille, die bis zum 25. April dauerte und in der Basis in Holy Loch, Schottland endete. Nach vier Jahren routinemäßiger Patrouillentätigkeit und ca. 100.000 gefahrenen Seemeilen erfolgte die erste Nachfüllung des nuklearen Brennstoffs im Reaktor.
Später verlegte die George Washington ihren Heimathafen aus dem Atlantik in den Pazifik und wurde in Pearl Harbor, Hawaii, stationiert. Dort gab es am 9. April 1981 einen größeren Unfall, als das Boot im ostchinesischen Meer ca. 110 Meilen südsüdwestlich von Sasebo, Japan unterwegs war. Während schlechten Wetters tauchte die Washington zirka 20 Meilen außerhalb der japanischen 12-Meilen-Zone direkt unter dem japanischen Frachter Nissho Maru auf. Der Rumpf des Frachters riss auf und das Schiff sank, wobei zwei der 15 Besatzungsmitglieder umkamen. Die Washington erlitt nur leichte Schäden am Turm.
Der Zwischenfall strapazierte die Beziehungen zwischen Japan und den USA, da sowohl das U-Boot als auch eine sich über der Unglücksstelle befindende Lockheed P3-C Orion der Navy sich nicht an der Rettung der Crew beteiligten und japanische Behörden erst über 24 Stunden nach dem Unfall benachrichtigt wurden. Die US Navy gab wenige Tage nach dem Zwischenfall an, die Washington habe Notauftauchsübungen durchgeführt und habe die Nissho Maru auf Grund des schlechten Wetters nicht sehen können. Am 11. April entschuldigte sich US-Präsident Ronald Reagan offiziell bei Japan und bot Entschädigungszahlungen an. Der endgültige Bericht von 31. August gab an, die Crew des U-Bootes habe zwar ein Schiff geortet, aber weder diese noch die Besatzung der Orion hätten bemerkt, dass dieses sich in Seenot befand. Der Kommandant und der Decksoffizier wurden von ihrem Kommando entbunden und gerügt.
1982 beendete die George Washington ihre 55. und letzte Patrouille, im folgenden Jahr wurden ihre Raketen in der Naval Base Kitsap in Bangor, Washington, von Bord gebracht und die Abschussrohre untauglich gemacht. Daraufhin fuhr das U-Boot durch den Panamakanal wieder in ihre erste Heimatbasis nach New London, wo sie als USS George Washington (SSN-598), also als Jagd-U-Boot, umklassifiziert wurde. Dies geschah im Rahmen der Rüstungsbegrenzungsgespräche Strategic Arms Limitation Talks, da die Navy die erlaubte Tonnage für die moderneren SSBN der Ohio-Klasse nutzen wollte. In den folgenden Jahren führte die Washington mehrheitlich Übungen in ihrer neuen Rolle durch.
Am 24. Januar 1985 wurde das U-Boot außer Dienst gestellt und zum 30. April 1986 offiziell aus dem Schiffsregister gestrichen. Zurzeit wartet das Schiff in der Puget Sound Naval Shipyard in Bremerton, Washington, auf die Zerlegung im Rahmen des Ship-Submarine Recycling Program. Der Turm des U-Bootes wurde bereits vom Rumpf entfernt und am Eingang des Submarine Force Library and Museum in New London ausgestellt.

## Einzelbelege
1. ↑  laut Kopie des Berichts des Captains (englisch)